# Килифи
Килифи (суахили Kilifi) — город в Кении, в Прибрежной провинции. Административный центр одноимённого округа.

## География
Расположен на побережье Индийского океана, между городами Малинди и Момбаса (в 56 км к северо-востоку от Момбасы). Город находится на обоих берегах эстуария реки Вои (Гоши), которые соединены мостом. Одна сторона города называется Мнарани, а другая носит название Килифи-Таун. Высота города над уровнем моря составляет 0 м.

## Население
Население по данным на 2012 год составляет 72 715 человек, по данным переписи 1999 года оно насчитывало 30 394 человека. Население Килифи представлено множеством этнических групп. Большая часть населения (около 80 %) принадлежит к группе народов миджикенда (главным образом гирьяма и чоньи); оставшаяся часть представлена потомками поселенцев суахили-арабского происхождения, сомалийцами и др.

## Достопримечательности
К северу от Килифи сохранились средневековые руины Геде, которые являются национальным охраняемым памятником, в 2024 году внесены в список объектов всемирного наследия ЮНЕСКО. Около Килифи находятся руины древнего поселения Мнарани, оно датируется четырнадцатым веком.

## Экономика
Основу экономики составляют рыболовство и туризм. С 1976 по 1990 годы в городе действовал завод по переработке орехов кешью; начиная с 1930 года округ Килифи является важным производителем данной с/х культуры. Закрытие предприятия стало сильным ударом по экономике Килифи. Имеет место молочное животноводство. Развивается банковский сектор; в городе имеется несколько отелей.

## Галерея
- Мост в Килифи
- На одной из улиц Килифи
- Женский футбол в Килифи
- Лодки около Килифи
- Руины древнего поселения (Мнарани)

## В массовой культуре
- Финальные сцены художественного фильма 1992 года “Nel continente nero” («На чёрном континенте») режиссёра Марко Ризи (Marco Rizi) происходят по сюжету и снимались в округе Килифи, среди руин Геде[7][8].

- Большая часть событий в романе «Невозвращенец» московского писателя Андрея Гусева происходит в округе Килифи и в самом Килифи. В романе описаны несколько лет жизни в округе Килифи, в пригороде Малинди в начале 2020-х русского писателя Энди и его жены Дженнифер, которая родилась в Кении[9][10].